# Lepthyphantes rubescens
Lepthyphantes rubescens là một loài nhện trong họ Linyphiidae.
Loài này thuộc chi Lepthyphantes. Lepthyphantes rubescens được James Henry Emerton miêu tả năm 1926.